# Aerus
Aerotransportes Rafilher S.A. de C.V., särskilt företagsnamn: Aerus är ett mexikanskt flygbolag grundat i maj 2022 i San Luis Potosí. Företaget flög tidigare flygtaxi från Ponciano Arriaga International Airport i San Luis Potosí under namnet Aerotransportes Rafilher sedan 1990, men tilldelades den 30 maj 2022 koncession av Mexikos civila flygmyndighet till att grunda det nya flygbolaget Aerus. Företagets kontor finns ännu i San Luís Potosí men det nya flygbolaget kommer ha General Mariano Escobedo International Airport som bas.
Aerus kommer att inleda reguljärflygningar från Monterrey till destinationer i Tamaulipas, Coahuila samt centrala södra Texas under första kvartalet 2023. Målet är täcka nordöstra Mexiko. Bolaget har även planer på flygningar till västra Mexiko (Baja California, Sonora) samt internationella flygningar till Centralamerika, dock inga planer som involverar Mexico City. De kommer att inleda flygningarna med tre stycken Cessna 408 SkyCourier i flottan, med ytterligare beställningar fram tills 2025. Internationella flygningar skall inledas innan 2030.

## Flotta
- 3x Cessna 408 SkyCourier[4]